# Arnoltice
Arnoltice (en allemand : Arnsdorf) est une commune du district de Děčín, dans la région d'Ústí nad Labem, en Tchéquie. Sa population s'élevait à 412 habitants en 2021.

## Géographie
Arnoltice se trouve à 9 km au nord-est de Děčín, à 25 km au nord-est d'Ústí nad Labem et à 86 km au nord de Prague.
La commune est limitée par Labská Stráň au nord-ouest, par Růžová au nord-est et à l'est, par Bynovec au sud, et par Ludvíkovice et Hřensko à l'ouest.

## Histoire
La première mention écrite du village date de 1352.

## Transports
Par la route, Arnoltice se trouve à 10 km de Děčín, à 33 km d'Ústí nad Labem et à 124 km de Prague.